# Samuele Marzorati
Samuele (al secolo Antonio Francesco Maria) Marzorati (Varese, 10 settembre 1670 – Gondar, 3 marzo 1716) è stato un presbitero francescano italiano, missionario in Etiopia dove subì la lapidazione assieme ai confratelli Liberato Weiss e Michele Pio Fasoli. È stato dichiarato martire e beatificato da papa Giovanni Paolo II nel 1988.
Il suo elogio si legge nel Martirologio romano al 3 marzo.